# Locomotiva SNCF CC 6500
La locomotiva CC 6500 delle ferrovie francesi (SNCF) era una locomotiva elettrica costruita dalla Alsthom dal 1969 al 1975 per l'esercizio sulle linee elettrificate con tensione di 1,5 kV a corrente continua.

## Storia
Le locomotive CC 6500 erano il fiore all'occhiello delle locomotive monocorrente francesi degli anni settanta e le più performanti della loro epoca, potendo raggiungere la velocità massima di 200 Km/h, con i due prototipi CC 6501 e CC 6502 che raggiunsero 240 Km/h grazie a un diverso rapporto di trasmissione. Queste macchine furono le più potenti di una famiglia di locomotive, successivamente soprannominate Nez cassés, le cui varianti furono consegnate dal 1964 al 1999 in Francia e all'estero. Derivano dalla CC 40100 e dalla CC 72000 e utilizzano i carrelli della CC 72000. La CC 6500 condivide la stessa scocca della CC 72000 e della CC 21000. 
Il design è stata opera del designer Paul Arzens, che ne curò il design originale, facendole vestire appositamente con una livrea grigio metallizzato, rosso Capitole e arancione, che, abbinate alle carrozze Grand Confort avrebbero composto alcuni dei TEE francesi che costituivano i treni di punta della SNCF all'epoca. Arzens chiamò questa decorazione “livrée coup de soleil”.
Le CC 6500 furono costruite in 74 unità suddivise in tre sottoserie (di cui 2 locomotive preserie: CC 6501 e 6502) consegnate a SNCF, dal 3 agosto 1969 al 4 giugno 1975: la prima e la terza serie destinate alla trazione dei treni passeggeri; la seconda serie, composta delle 21 unità numerate da 6539 a 6559, venne dotata di pattini per essere alimentata anche tramite una terza rotaia, come in uso sulla linea Chambéry-Modane, e fu perciò denominata "6500 Maurienne", con le locomotive, che avevano una livrea verde scuro a strisce bianche, tutte assegnate al deposito di Chambéry.
Venne realizzata anche una serie costituita da quattro unità di locomotive bicorrenti denominate CC 21000 che potevano funzionare anche sulle linee elettrificate a corrente alternata monofase con tensione di 25 kV e frequenza di 50 Hz oltre che sulle linee elettrificate con tensione di 1,5 kV a corrente continua. Tra il 1995 e il 1997, le quattro CC 21000 furono trasformate rimuovendo gli equipaggiamenti monofase, e pertanto le macchine vennero riclassificate nella serie CC 6500 che arrivò così a contare 78 unità, con le quattro locomotive, ribattezzate in ordine da CC 6575 a 6578, che andarono a costituire la 4ª sottoserie.

## Tecnica
Le locomotive avevano carrelli monomotore a 3 assi con ciascuna serie di 3 assi accoppiati da ingranaggi. La regolazione della velocità era tramite reostati e controllo serie-parallelo. I motori avevano doppie armature, con quattro "semi-motori" che consentivano tre raggruppamenti di motori: serie completa, serie-parallelo e parallelo completo. Il controller di potenza aveva 28 gradini.
Il secondo lotto di locomotive CC 6500 era dotato di pattini per essere alimentata anche tramite una terza rotaia da utilizzare sulla ripida linea della Maurienne nelle Alpi, che sono stati rimossi quando la linea è stata elettrificata con catenaria.

## Servizio
Inizialmente le CC 6500 furono poste alla testa dei treni più prestigiosi, quali i TEE Capitole o Mistral. La  potenza installata di 5.900 kW permetteva loro di trainare rapidamente anche i treni merci più pesanti grazie al doppio ingranaggio per alta velocità o bassa velocità con cui erano equipaggiate. Le “Maurienne” assicuravano un difficile servizio di montagna, per treni passeggeri e merci. Nel 1976 e con la rielettrificazione della linea della Maurienne, il loro servizio venne unificato a quello delle altre macchine, per treni merci e passeggeri del sud-est. In seguito, a partire dagli anni novanta sono state sostituite nel traffico passeggeri dalle più moderne BB 26000, passando al trasporto merci, in particolare sulla linea Maurienne, fino al definitivo ritiro dal servizio nel 2007.